# Carlos Chagas
Carlos Justiniano Ribeiro das Chagas (Oliveira (Minas Gerais), 9 de juliol de 1879 — Rio de Janeiro, 8 de novembre de 1934) va ser un metge i investigador brasiler, descobridor en 1909 de la tripanosomosi americana, també anomenada en el seu honor malaltia de Chagas. La importància del treball de Chagas és extraordinària, ja que en la història de la medicina ha estat l'únic investigador en descriure completament una nova malaltia infecciosa: el patogen, el vector (membres de la família Triatominae), l'hoste, les manifestacions clíniques i la epidemiologia.

## Primers anys

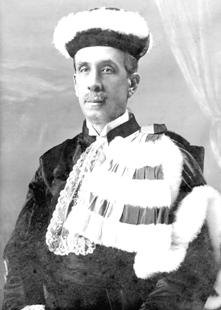
Graduat a Medicina, 1902.

Chagas era fill de José Justiniano das Chagas, un propietari de cafetars de Minas Gerais, i Mariana Cândida Ribeiro de Castro Chagas. va néixer a la Fazenda Bom Retiro, la finca familiar, situada a 20 km d'Oliveira. El pare va morir quan Carlos tenia 4 anys, i ell, els quatre germans i la mare es traslladen a viure a una altra propietat, la Fazenda Boa Vista. Va cursar els estudis secundaris a Itu (São Paulo) i São João del-Rei (Minas). A petició de la mare, es va apuntar a l'Escola d'Enginyeria Minera d'Ouro Preto, però no se sentia motivat i no va superar la prova d'accés. El 1897 va matricular-se a l'Escola de Medicina de Rio de Janeiro (ara incorporada a la UFRJ), influït pel seu oncle, que era metge en aquesta ciutat. Chagas es va graduar el 1902 i va obtenir el seu doctorat l'any següent amb una tesi sobre l'hematologia de la malària, treballant al nou Institut de Soroteràpia Federal, creat pel notable metge i, més tard, col·lega i amic, Oswaldo Cruz.
Després d'un breu treball com a practicant de medicina, el 1905 Chagas va formar part d'una missió per lluitar contra la malària a Itatinga (São Paulo), on un brot havia paralitzat les obres de construcció d'una presa d'aigua. Enlloc de centrar-se en el tractament de la malaltia, va innovar posant el focus en els domicilis, que fumigava amb un insecticida a base de piretre i crisantem, obtenint un èxit sorprenent. El treball publicat sobre aquest mètode va servir com a base per a la prevenció de la malària arreu del món i va ser adoptat per un servei del Ministre de Salut a Brasil, el qual es va establir expressament per a aquest propòsit. El 1906, Chagas va tornar a Rio i es va unir a l'Institut Oswaldo Cruz, on va continuar treballant la resta de la seva vida. El febrer de 1907, Chagas va poder repetir la prova en un altre brot a Xerém, un municipi de la Baixada Fluminense (Rio de Janeiro).

## El descobriment de la malaltia de Chagas
Aquell mateix 1907, al mes de juny, va ser enviat per l'Institut al poble de Lassance per combatre una epidèmia de malària entre els treballadors de la nova línia de ferrocarril que havia de connectar Rio i Belém, la capital de Pará. Va romandre allà els següents dos anys i aviat va ser capaç d'observar la peculiar invasió de les cases rurals per un insecte hematòfag del gènere Triatoma, d'hàbits nocturns, que a la regió és conegut com "barber" perquè pica als humans a la cara. Chagas va descobrir que els intestins d'aquests insectes albergaven un protozou flagel·lat, una nova espècie del gènere Tripanosoma, i va ser capaç de provar experimentalment que podia ser transmès als micos tití que eren picats per l'insecte infectat. Chagas va anomenar a aquest nou paràsit Schizotrypanum cruzi, en honor a Oswaldo Cruz (més tard rebatejat Trypanosoma cruzi).
Chagas sospitava que el paràsit podria causar la malaltia humana, a causa de la prevalença del vector insecte en llars humanes i el seu hàbit de picar gent, per la qual cosa va prendre mostres de sang i, el 23 d'abril del 1909, va descobrir per primera vegada el protozou Tripanosoma a la sang d'una nena de tres anys. També va observar inclusions parasitàries al cervell i al miocardi que podrien explicar algunes de les manifestacions clíniques en persones malaltes, i va tancar el cicle vital del paràsit proposat, suggerint que l'armadillo podria ser el seu reservori natural. Per completar el seu treball sobre la patologia de la nova malaltia, Chagas va descriure 27 casos de formes agudes de la malaltia i va fer més de 100 autòpsies a pacients que exhibien la forma crònica.
Després de la descoberta, l'Institut va ascendir-lo a cap de servei. La seva descripció de la nova malaltia va esdevenir un clàssic en medicina i li va portar distinció nacional i internacional. El descobriment de Chagas va ser reconegut nacionalment i internacionalment com un dels èxits més importants de la parasitologia, va ser nomenat membre honorífic de l'Acadèmia Nacional de Medicina i va rebre la Medalla Fritz Schaudinn pel millor treball en protozoologia i medicina tropical, el 1912.

## Darrers anys
Després de la mort del seu mentor el 1917, Chagas va acceptar la direcció de l'Institut Oswaldo Cruz, un càrrec que va mantenir fins a la seva mort el 1934. Sota la seva direcció es van organitzar els departaments de treball per materia (Química Aplicada, Micologia, Bacteriologia, Zoologia, Anatomia, Protozoologia e Fisiologia). Per garantir la independència econòmica de la institució, Chagas va potenciar l'àrea de producció i comercialització de medicaments. La crisi de 1929 i el centralisme aplicat pel govern dictatorial de Vargas van suposar un cop molt fort pel model ideat pel metge mineiro.
Des del 1920 al 1924 es va convertir en el director del Departament de Salut al Brasil. Chagas era molt actiu organitzant serveis i campanyes especials de salut pública: l'epidèmia de grip espanyola, les malalties de transmissió sexual, la lepra, les malalties pediàtriques, la tuberculosi i les malalties endèmiques rurals. Va crear una escola d'infermeria i va ser el fundador del concepte de medicina sanitària, el primer càrrec de medicina tropical i l'estudi graduat d'higiene.
Chagas va morir a Rio de Janeiro d'un infart agut de miocardi, amb només 55 anys. Un dels seus fills, Dr. Carlos Chagas Filho (1910-2000), es va convertir en un científic eminent i reconegut internacionalment al camp de la neurofisiologia i fou president de l'Acadèmia Pontifícia de les Ciències. Un altre fill, Evandro Chagas (1905-1940), va ser també un metge i investigador de la medicina tropical, que va morir en un accident als 35 anys. El seu nom és honrat per la important institució biomèdica Institut Evandro Chagas, a Belém.

## Honors i reconeixements
Al Brasil, en el seu estat natal de Mines Gerais, un municipi porta el seu nom, Carlos Chagas. També, un bitllet brasiler de 10.000 cruzados va portar la seva efígie, en la seva edició de 1989, posteriorment retimbrat a 10 cruzados novos.
Entre les diverses condecoracions que va rebre, en destaquen: Legió d'Honor, Orde de Sant Jaume de l'Espasa, Orde d'Isabel la Catòlica, Orde de la Corona d'Itàlia, Orde de la Corona de Romania i el Reial i Distingit Orde Espanyol de Carles III.
Va ser nominat dues vegades al Premi Nobel de Fisiologia o Medicina (el 1913 i 1921). No va arribar a ser guardonat, en part pel poc reconeixement que es feia als científics que no fossin europeus o nord-americans, però també per la falta de suport que va patir de part de l'elit científica brasilera.